# Eriocnemis
Eriocnemis  es un género de aves apodiformes de la familia Trochilidae (los colibríes), que agrupa a once especies nativas de América del Sur, cuyas áreas de distribución a lo largo de la cordillera de los Andes, se encuentran entre el oeste de Venezuela y el noroeste de Argentina. A sus miembros se les conoce por el nombre común de calzaditos, y también zamarritos o calzoncitos, entre otros.

## Características
Los colibríes de este género miden entre 7,5 y 12 cm de longitud, y la principal característica son los conspícuos pompones de largo plumón blanco (negro en una especie), que cubren sus muslos, a manera de «calzas» o «polainas» (de donde proviene su nombre popular). El pico es recto, negro y de largo aproximado a tres cuartos la cabeza, de color predominante verde oscuro brillante, de colas algo furcadas, de color azul negruzco en la mayoría. Las hembras son semejantes con algo de blanco o canela ventralmente. Habitan bosques húmedos montanos, sus bordes, arbustales y matorrales en regiones alto-andinas.

## Taxonomía
El género Eriocnemis fue propuesto por el ornitólogo alemán Heinrich Gottlieb Ludwig Reichenbach en 1849; la especie tipo subsecuentemente designada fue Eriopus simplex Gould, 1849, un sinónimo posterior de Trochilus cupreo-ventris Fraser, 1840, actualmente Eriocnemis cupreoventris.
El presente género y Haplophaedia han sido históricamente tratados como hermanos, debido a las similitudes de plumaje y morfológicas, lo que ha sido confirmado por los estudios genético-moleculares recientes.
La subespecie sureña E. luciani sapphiropygia es tratada como especie separada de E. luciani por las clasificaciones Aves del Mundo (HBW) y Birdlife International (BLI) con base en ligeras diferencias morfológicas, tratamiento adoptado anteriormente por Schuchmann et al. (2001). Sin embargo, esto no es adoptado por otras clasificaciones, el Comité de Clasificación de Sudamérica (SACC) rechazó la Propuesta No 147 de elevación a especie plena.

### Etimología
El nombre genérico femenino «Eriocnemis» es una combinación de las palabras del griego «erion» que significa ‘lana’, y «knēmis» que significa ‘bota’.

## Lista de especies
Según las clasificaciones del Congreso Ornitológico Internacional (IOC) y Clements Checklist/eBird, el género agrupa a las siguientes especies con el respectivo nombre popular de acuerdo con la Sociedad Española de Ornitología (SEO):
| Imagen | Nombre científico                  | Autor                                           | Nombre común                | Estado de conservación | Distribución |
| ------ | ---------------------------------- | ----------------------------------------------- | --------------------------- | ---------------------- | ------------ |
|        | Eriocnemis nigrivestis             | (Bourcier & Mulsant), 1852                      | calzadito pechinegro        | EN                     |              |
|        | Eriocnemis isabellae               | Cortés-Diago, Ortega, Mazariegos & Weller, 2007 | calzadito del Pinche        | CR                     |              |
|        | Eriocnemis vestita                 | (Lesson), 1839                                  | calzadito reluciente        | LC                     |              |
|        | Eriocnemis derbyi                  | (Delattre & Bourcier), 1846                     | calzadito patinegro         | LC                     |              |
|        | Eriocnemis godini                  | (Bourcier), 1851                                | calzadito turquesa          | CR                     |              |
|        | Eriocnemis cupreoventris           | (Fraser), 1840                                  | calzadito cobrizo           | LC                     |              |
|        | Eriocnemis luciani                 | (Bourcier), 1847                                | calzadito colilargo norteño | LC                     |              |
|        | Eriocnemis (luciani) sapphiropygia | Taczanowski, 1874                               | calzadito colilargo sureño  | LC                     |              |
|        | Eriocnemis mosquera                | (Delattre & Bourcier), 1846                     | calzadito de Mosquera       | LC                     |              |
|        | Eriocnemis glaucopoides            | (d'Orbigny & Lafresnaye), 1838                  | calzadito frentiazul        | LC                     |              |
|        | Eriocnemis mirabilis               | Meyer de Schauensee, 1967                       | calzadito admirable         | EN                     |              |
|        | Eriocnemis aline                   | (Bourcier), 1843                                | calzadito pechiblanco       | LC                     |              |

## Taxones inválidos o dudosos
Algunas especies descritas, ahora se consideran inválidas:
- Eriocnemis söderstromi Butler, 1926 – podría ser una hembra de E. godini o un híbrido entre E. nigrivestis y E. luciani.[21]
- Eriocnemis ventralis Salvin, 1891 – es un híbrido entre E. vestita y E. cupreoventris.[22]
- Eriocnemis isaacsonii (Parzudaki), 1845[23]
- Eriocnemis dyselius Elliot, 1872 – es un individuo melanístico de E. cupreoventris.